# 福田リンコ
福田 リンコ（ふくだ リンコ、11月22日 - ）は、大阪府出身の漫画家。血液型はB型。2005年、『いちご姫とバラ王子』でなかよし新人まんが賞準入選を受賞し、『なかよしラブリー』冬の号でデビュー。同期は瀬田ハルヒ・葉山清加。

## 作品リスト
- いちご姫とバラ王子（デビュー作）